# Oxalis gracilipes
Oxalis gracilipes är en harsyreväxtart som beskrevs av Schlechter. Oxalis gracilipes ingår i släktet oxalisar, och familjen harsyreväxter. Inga underarter finns listade i Catalogue of Life.